# جوهر روناس

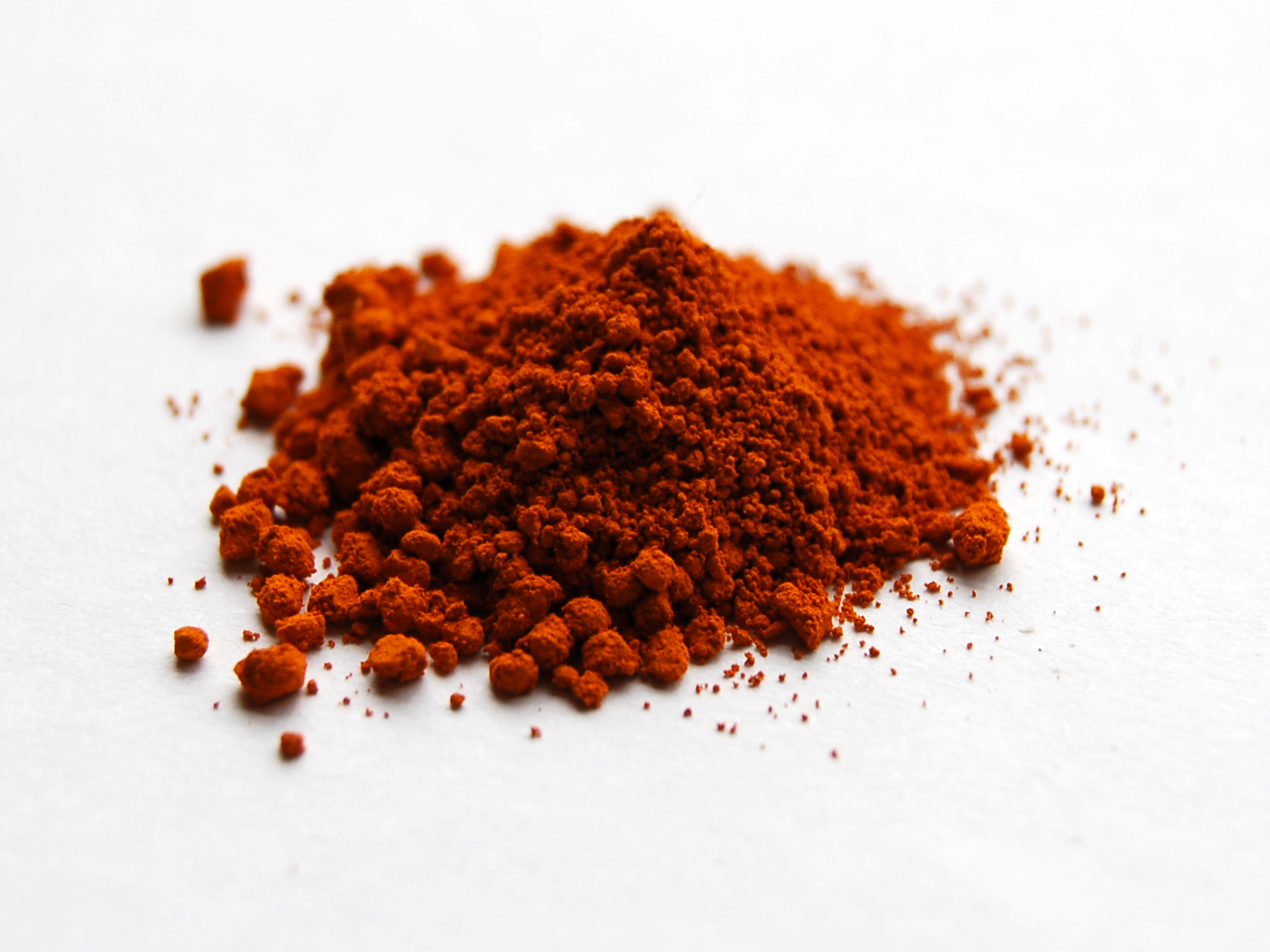
جوهر روناس.

جوهر روناس یا آلیزارین یا ۱،۲-دی‌هیدروکسی‌آنتراکینون ماده‌ای سرخ‌رنگ است که برای رنگرزی به رنگ روناسی از آن استفاده می‌شود.
در سال ۱۸۶۹ جوهر روناس که [رنگیزه] ای طبیعی بود به‌طور سنتتیک تولید شد.استفاده از جوهر روناس طبیعی بیش از ۳۵۰۰ سال سابقه دارد. در مصر و در آسیای مرکزی استفاده از این رنگ که از ریشه روناس استخراج می‌شد رواج داشت از جمله در مقابر فراعنه. تولید مصنوعی این رنگ باعث شد که کشت روناس که صادرات اصلی هندوستان بود تماماً از بین برود و دولت انگلستان که هندوستان را در استعمار داشت نتوانست از نزول تولید روناس جلو گیری کند.

## منابع

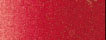
پرده‌های رنگ روناسی.